# Stratégie d'innovation
 (janvier 2019).
Si vous disposez d'ouvrages ou d'articles de référence ou si vous connaissez des sites web de qualité traitant du thème abordé ici, merci de compléter l'article en donnant les références utiles à sa vérifiabilité et en les liant à la section « Notes et références ».
Une stratégie d'innovation oriente les décisions sur la façon dont les ressources doivent être utilisées pour répondre aux objectifs en termes d'innovation et ainsi offrir de la valeur et un avantage concurrentiel.
Une stratégie d'innovation identifie les technologies et les marchés que l'entreprise devrait mieux développer et exploiter pour créer de la valeur de capture. Les stratégies « Technology push » et « Market pull » sont deux approches qui permettent d'orienter les innovations d'une entreprise.

## La stratégie et l’innovation
La définition de la stratégie est : « Art de coordonner des actions, de manœuvrer habilement pour atteindre un but ». La stratégie est alors la détermination des buts et objectifs à long terme d'une entreprise et le choix des actions et de l'allocation des ressources nécessaires pour les atteindre.
L'innovation est un aspect concret, c’est le processus visant à améliorer de façon radicale un objet ou un concept existant. C'est un changement dans le processus de pensée visant à exécuter une action nouvelle.

### Technology push
Le meilleur exemple de technology push connu est l’iPad d’Apple, les tablettes tactiles entrant tout à fait dans cette logique. Il s'agit d'un concept technologique qui regroupe un smartphone et un ordinateur dans un seul produit. Il n’y avait, à l’origine, aucune demande des consommateurs. C’est l’avancée technologique qui a conquis les acheteurs de ce produit.

### Market pull

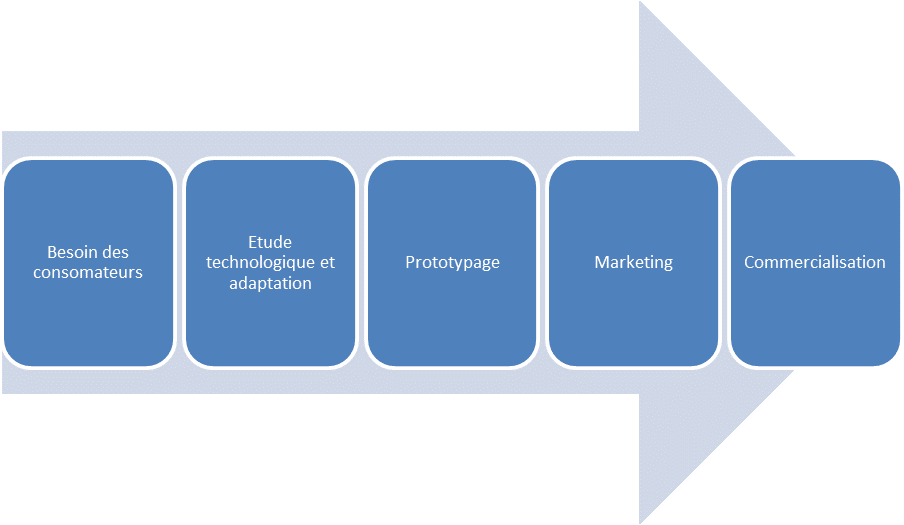
Principe schématique du market pull

Le processus est nommé «market pull » lorsque les produits commercialisés sont directement inspirés par les consommateurs. Ils répondent à une demande ou à une étude de besoin. Cette démarche est ainsi moins risquée que l’approche définie ci-dessus. 
Le plus grand exemple que nous avons est celui de la mode vestimentaire. En effet, actuellement la tendance pour les grandes enseignes est d’observer les blogueuses d'internet et les réseaux sociaux, pour adapter leurs collections à la demande du grand public. Ainsi, de manière concrète, nous avons pu voir dès cet hiver[Lequel ?], beaucoup de photos de blogueuses sur la toile avec des jupes en tulle, puis récemment la grande marque H&M a lancé son nouvel article dans sa collection printemps été.
Un autre exemple de market pull est l’appareil photo. En effet, le client souhaitait avoir un appareil plus performant (capacité, encombrement, développement plus facile…). Les constructeurs ont donc commencé à développer les appareils numériques.

### Push–pull marketing en musique
Beaucoup de médias de musique ont observé de grands changements au sein de l'industrie musicale. L'introduction et le succès des réseaux sociaux, avec la montée de la musique numérique, a transformé la façon dont la musique est commercialisée pour le consommateur, passant du modèle push au pull marketing. La stratégie push se basait sur une campagne de marketing qui contrôlait parfaitement le message insufflé à l’auditeur. Ce sont les maisons de disque qui faisaient la promotion d'un nouvel artiste, portaient un nouveau courant musical. La stratégie du pull market, plus récente, a été considérée comme un glissement du pouvoir des annonceurs, vers celui des consommateurs, et donc nécessite une approche plus souple par les distributeurs. Le consommateur peut choisir et découvrir la musique qui l'intéresse.
Avec la croissance de l'utilisation des réseaux sociaux, ces plateformes sont devenues une partie importante à prendre en compte pour le marketing de la musique, notamment en adoptant de la stratégie du market pull. Cette technique permet de mieux positionner sa stratégie marketing, dans les bons endroits, proches du client. Les personnalisations des listes de musique des consommateurs peuvent être prises en compte pour mieux répondre à leurs besoins individuels. Les maisons de disques peuvent effectuer une présélection de mix de morceaux sur une compilation CD par exemple. D'ailleurs, un nombre croissant d'auditeurs téléchargent des pistes individuelles et montent leur propre compilation de chansons. Ce processus est également en cours de réplication avec la création de listes de lecture à travers des plateformes de streaming musicales telles qu'iTunes, Spotify et Deezer. Ces playlists deviennent inévitablement une ressource pour le market pull. Les gens choisissent ce qu'ils veulent entendre plutôt que ce que l'industrie peut imposer sur les ondes radios.
Comme les consommateurs ont accès à un plus grand nombre de moyens d'écoute (web radio, CD et de plates-formes de streaming musical), le consommateur devient de plus en plus exigeant avec ces fournisseurs. Par exemple, les consommateurs exigent la possibilité de configurer leurs propres produits de fournisseurs de ressources, conduisant à une croissance rapide dans les options et les services de musique. Pour prospérer dans ce marché florissant, les services de musique numériques tentent différents modèles et caractéristiques pour trouver la combinaison optimale et assurer la satisfaction des consommateurs et celles des ayants droit.